# Gabriel Montesinos y Donday
Gabriel Montesinos y Donday (Valencia 1870-Alicante 1957) fue un doctor en Medicina español, cirujano de la Armada Española, investigador, político monárquico liberal-conservador, director del antiguo Hospital Provincial de Alicante, alto funcionario de la Administración de Justicia española, miembro del Instituto Médico Valenciano y propietario de fincas rústicas y urbanas en Valencia.

## Biografía
Gabriel nació en Valencia el 22 de septiembre de 1870, hijo de Juan Antonio Montesinos y Mir, un intelectual vicepresidente de Lo Rat Penat (1886) y magistrado de carrera, y de Clotilde Donday y Moncho.
Estudió en los Escolapios de Valencia destacando como un alumno brillante y después entró en la Facultad de Medicina a la Universidad de Valencia siguiendo los pasos de su familia materna. Su abuelo, José Donday y Nebot, fue un prestigioso médico de la ciudad de Valencia, con consulta abierta junto a la Lonja de la Seda y profesor de Anatomía en la Universidad. Su tío abuelo el dr José Pizcueta y Donday fue catedrático y rector de esa misma Universidad Literaria de Valencia (hoy Universidad de Valencia).
Aprobó los exámenes de alumno interno del Hospital Universitario y como era de esperar, y honrando a sus antepasados se licenció con matrículas de honor en 1894, obteniendo el 'Premio Extraordinario' de la carrera de Medicina. Se colegió en Valencia con el n.º 2475, se trasladó a Madrid en 1895 donde obtuvo plaza de médico agregado de la Beneficencia General en el Hospital de La Princesa y se doctoró con Sobresaliente en la Universidad Central  (hoy Universidad Complutense de Madrid) con su tesis “Fisiología del embrión y del feto” y preparó oposiciones.
En 1896 el dr Montesinos ganó plaza en el Cuerpo de Sanidad de la Armada -el más prestigioso de la Sanidad militar española- con el grado de teniente. Durante esa época en Madrid estuvo en compañía de sus hermanos mayores Juan Antonio, juez y José Montesinos y Donday, teniente-auditor del Cuerpo Jurídico de la Armada y su hermana Mª Presentación casada con Francisco Ramírez y Ramírez, también auditor de la Armada.
Inicialmente fue destinado a Cádiz y un año después al crucero acorazado Cristóbal Colón como médico 2.º a las órdenes de su comandante, el capitán de navío Emilio Díaz-Moreu. Intervino en 1898 en la Batalla de "El Caney" (ver Loma de San Juan), en el combate de “la Y griega”, a las órdenes del general José Toral y Velázquez. Allí prestó auxilio, en plena batalla, a numerosos soldados españoles gravemente heridos que pudieron salvar su vida gracias a su intervención. Después en la Batalla naval de Santiago de Cuba, donde la Escuadra Española fue masacrada por la Norteamericana. Fue capturado por el USS Brooklyn junto con el resto de los supervivientes, tras hundir su buque. Cuando estuvo preso en Portsmouth (Nuevo Hampshire) renunció a sus privilegios de oficial de la Armada para poder cuidar de sus compatriotas heridos, lo que le valió ser condecorado con la Cruz de la Orden del Mérito Naval de 1.ª Clase pensionada.
Tras la repatriación estuvo ingresado en el Hospital Militar de San Carlos. Meses después y con el alta, fue destinado a la 'Escuela de Torpedos' de Cartagena y posteriormente, en el crucero de 1.ª clase Navarra pero su salud quedaría resentida de por vida. En 1899 fue trasladado como médico forense de la Armada a Alicante,  donde su padre era el presidente de la Audiencia Provincial de Alicante.  En la Comandancia de Marina el oficial al mando era Emilio Pascual del Pobil Estellés, padre de quién también estuvo en la contienda de Cuba.
Ese mismo año ingresó en el Colegio de Médicos de Alicante con el n.º 11 y pidió la excedencia del Servicio, allí ya residía también su hermana María de los Desamparados casada con Gabriel Ravello Sánchez, consignatario de la «Naviera Ybarra» .  En la primavera de 1900 se casó con Balbina Gomiz y Poveda, la única hija de quien fuera alcalde de Alicante, Manuel Gómiz, y prima de su amigo y camarada, José Brotóns Poveda, que a los años se convertiría en coronel-médico de la Armada.
Totalmente identificado con el pensamiento liberal-conservador regeneracionista y afín al ideario de Eduardo Dato y al de Antonio Maura después, en 1903 fue nombrado vocal de la Junta provincial del recién creado Instituto de Reformas Sociales (antecedente del Instituto Nacional de Previsión) en Alicante a propuesta de la Real Academia de Medicina de Valencia.
Fue tesorero desde 1903 cuando Evaristo Manero Mollá fue presidente del Ilustre Colegio de Médicos de Alicante además de vocal de la Junta del Colegio de Médicos en numerosas ocasiones. En una época en la que se convirtió en colaborador de «Las Provincias» (desde 1908 hasta 1929) con su sección, Hablando con el Doctor. El periódico que dirigía por aquel entonces Teodoro Llorente Falcó, antiguo compañero de pupitre en el Colegio de los Escolapios e hijo del poeta de la Renaixença valenciana y cofundador de ese diario.
Por esas fechas, y siendo alcalde interino Manuel Cortés de Miras, el dr Montesinos apoyó la construcción de un nuevo Hospital Militar promovido por su antiguo comandante en el Cristóbal Colón, el senador liberal Emilio Díaz-Moreu, quien a su vez se hacía eco del diputado Juan Poveda García.
El dr. Montesinos además fue un aplaudido ponente triunfando con su conferencia en el «Centro Obrero» de los socialistas (por aquel entonces en la calle Castaños) bajo el título "Tratamiento higiénico de la Tuberculosis" en 1913 dentro de los actos de colocación de la 1.ª piedra de la Casa del Pueblo de Alicante, o cuando Montesinos ya era jefe de los mauristas, con “El Civismo” en el Círculo Maurista en 1916 y además, sus concurridos mítines en la sede de la 'Asociación de Prensa' alicantina.
Desde 1913 fue médico de la Cruz Roja de Alicante, tanto en el Hospital de la calle Villegas, como en el que hubo junto a la Plaza de Toros, y sería condecorado por la 'Asamblea Suprema' de la Cruz Roja Española junto con el decano de la Beneficencia Municipal el médico Pascual Pérez, por sus servicios prestados durante la epidemia que hubo en Alicante en 1918. Montesinos también fue médico de Sala en el Hospital Provincial «San Juan de Dios» donde llegaría a ser, en 1927, jefe facultativo (director) del Hospital Provincial nombrado por el presidente de la Diputación Provincial de Alicante, Pascual Más a propuesta de sus compañeros.
Intervino en política de la mano del también valenciano Antonio Martínez Torrejón, quien había sido concejal con su suegro el alcalde Gomiz. El Dr Montesinos le sucedió como presidente del Círculo Maurista (dispersas las filas del Partido Liberal-Conservador, estaban organizados en clubs o círculos y el Maurista era el más numeroso, por lo que llevaba aparejado el liderazgo del partido) en 1916 y 1917 con el diputado provincial Luis Badías Roses de vicepresidente y Heliodoro Madrona de jefe de las juventudes. Pero su actividad en Política fue intermitente debido a la muerte prematura de tres de sus seis hijos: primero fue Balbino siendo un niño, después Gabriela adolescente y más tarde Juan Antonio, su hijo mayor que era investigador como él y fuera Caballero custodio de la reliquia en la Romería de Santa Faz.Durante esos años fue miembro del Consejo de la 'Caja de Ahorros y Monte de Piedad' de Alicante.
El 10 de noviembre de 1923, durante los actos del «Monumento a los Héroes de la Guerra de Cuba» organizados en Cartagena, le fue impuesta por el rey Alfonso XIII la Medalla de Héroe en las batallas de Santiago de Cuba y Cavite – 3 de agosto de 1898, junto con el resto de los supervivientes, en un emotivo desfile,  y posterior besamanos a la reina Victoria Eugenia incluido.
A raíz de aquello y al comienzo de la etapa del Directorio Militar de Primo de Rivera, seis años después fue buscado por los de la Unión Patriótica y volvió como Concejal del Ayuntamiento de Alicante en 1924. el dr Montesinos se volcó en la creación de la nueva sede de la Sanidad Municipal, la Casa de socorro. Esta fue la última vez que respondió a la llamada de la Política pues como ya es conocido el general Primo de Rivera  pretendió regenerar la vida política española con el PSOE (que en principio accedió), al estilo del Turnismo Cánovas-Sagasta, pero al no ser Antonio Cánovas del Castillo aquello fracasó, el PSOE -que era condición sine qua non- abandonó y todo derivó en régimen autoritario.
Por el contrario su labor benéfica y social fue constante,  siempre preocupado por los más necesitados -y en connivencia con su esposa Balbina Gómiz gran benefactora de esa comarca- pasaba consulta gratuita en fincas de su familia en las que pasaban las temporadas. Muy especialmente, en «Torre Ansaldo» sita en San Juan de Alicante, Casa-Solar de los antepasados de su suegro y en «Villa Balbina» que después sería el Colegio de las Adoratrices, situada en el alicantino barrio de "Las Carolinas" (hoy Carolinas Bajas). Allí lo llamaban el médico del agua y el jabón (metge del auia i sabó ), pues la primera medicina que recetaba siempre era la higiene corporal, el resto de la atención médica corría de su cuenta.

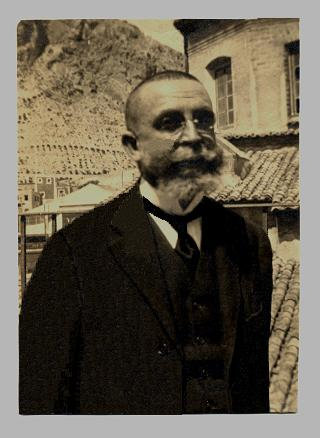
El Dr Montesinos vicepresidente del Tribunal Tutelar de Menores y director del Hospital Provincial de Alicante

Durante la presidencia de Antonio Martínez-Torrejón formó parte de la Junta del RCRA. Además, como representante de los bienes y derechos reales de su esposa -que eran muy numerosos-, Montesinos fue elegido desde 1925 presidente de la Cámara de la Propiedad Urbana de Alicante. En apoyo de las recién nacidas Hogueras de Alicante, en 1928 fue uno de los promotores de la “Hoguera de Alfonso XII”, junto con el farmacéutico dr. Remigio Romero, Antonio Amérigo y otros.
En 1929 fue elegido presidente de la Cámara de la Propiedad Rústica. y en ese año también fue nombrado por el ministro de Justicia, Galo Ponte y Escartín, vicepresidente del Tribunal Tutelar de Menores. Poco después de la instauración de la Segunda República Española en 1931, cofundó en Alicante la Agrupación Católica de Padres de Familia y fue elegido su presidente. dentro de la Confederación Católica Nacional de Padres de Familia y Padres de Alumnos. Tras la proclamación de la Segunda República Española, el 11 de mayo un grupo de exaltados inició la quema de conventos, y en Alicante también asaltaron talleres de periódicos, sedes de partidos y además prendieron fuego y ardió parte de la finca de recreo «Villa Balbina» de la familia Montesinos Gómiz.
En la primavera de 1936, con motivo de la presentación en el Instituto Médico Valenciano de su trabajo sobre “La terapéutica del Ozono” el 1 de abril de 1936, se trasladó a la capital del Turia, pero debido a que era buscado en Alicante por su pertenencia al maurismo, se quedó en su Valencia natal donde residía su hijo menor José Mª Montesinos y Gómiz, abogado en ejercicio y que fue cofundador de las Hogueras de San Juan de Alicante, quien murió en la contienda hacia 1939.
Tras la terrible guerra civil y habiéndose reencontrado con su esposa, sus dos hijos y nietos, supo de la muerte de su hijo José María. Se retiró de la vida pública centrándose en el desarrollo de su “ionizador”, una clase de purificador de aire, que nunca patentó y que fue la culminación de sus estudios sobre los efectos sanadores de la limpieza ambiental a través de la atracción electroestática.
La explosión de la Armería El Gato, terrible suceso acaecido en verano de 1943, afectó seriamente la casa familiar donde tenían el domicilio, localizada en la plaza del Ayuntamiento y las obras de reconstrucción fueron encargadas al arquitecto Juan Vidal Ramos. Su esposa Balbina Gómiz no vería el final de la obra, ya que falleció en 1948 y el doctor quedó solo con la compañía de sus dos únicos hijos vivos: Clotilde, monja de Jesús-María, y Manuel Montesinos Gómiz, alcalde de Alicante por aquel entonces, y sus nietos.
El doctor Gabriel Montesinos falleció en Alicante el 24 de julio de 1957.
Clotilde Montesinos y Gomiz (1902-1989).
Hija mayor del Dr Montesinos, fue la célebre Madre Gabriela María número 2 de Jesús-María mundial que siguió los pasos de vida religiosa de su tío abuelo Salvador Montesinos y Mir, canónigo de la Catedral de Valencia.
Mujer de viva inteligencia, se licenció en Filosofía y Letras en 1934, iniciando sus estudios en la Universidad de Valencia y finalizando en la Universidad de Zaragoza. Pronto destacó y fue adquiriendo mayores responsabilidades hasta ser llamada por la Madre General. Con despacho en la Casa Generalizia sita en la Vía Nomentana de Roma y pasaporte diplomático del Vaticano, fue comisionada para recabar, juntar y organizar toda la documentación del proceso de beatificación primero (1981) y el de canonización después (1993) de la Madre fundadora Claudina Thévenet.
A raíz de la culminación de su trabajo, publicó en 1971 el libro en el que recoge toda la vida de la -hoy Santa-  Madre María de San Ignacio, fundadora de la Congregación de monjas de Jesús-María, prologado en su edición española por el catedrático José Camón Aznar.